# Halvar Frisendahl
Halvar Sven Otto Frisendahl, född 25 september 1889 i Ådals-Lidens socken, Västernorrlands län, död 6 december 1953 i Trosa, var en svensk skulptör.
Han var son till kontraktsprosten Victor Bernhard Frisendahl och Lydia Wilhelmina Lindahl och från 1921 gift med Anna Hedvig Gröndahl (1886–1974). Han var bror till Carl och Fredrik  Frisendahl samt far till Cecilia Frisendahl.  
Frisendahl studerade vid Konsthögskolan i Stockholm 1911–1914 och vistades därefter i Paris och studerade vid Académie Colarossi. Han for på en studieresa till Italien 1918 och återvände sedan till Paris. Hans konst består huvudsakligen av småskulpturer föreställande djur, porträtt och gravvårdar. Frisendahl är representerad vid Moderna museet, med ett flickhuvud i brons vid Nationalmuseum samt med en gipsskulptur vid Västerås konstförenings konstgalleri.